# Virtual Villagers: A New Home
Virtual Villagers: A New Home, é um jogo para Windows criado pela empresa de jogos de simulação Last Day Of Work e divulgada por vários sites de jogos. Faz parte da série Virtual Villagers, que consiste em quatro capítulos, até agora. Trata-se de um jogo de simulação de pessoas em tempo real onde você precisa ajudar um pequeno grupo de sobreviventes de uma ilha chamada Isola, cuja localização é desconhecida. O jogador deverá cuidar de seus habitantes e cumprir necessidades básicas como comida, abrigo, reprodução e vestimentas. No jogo a várias atividades para se fazer como resolver enigmas e desvendar a historia da antiga civilização de Isola.

## História
Em uma ilha paradisíaca, uma grande tribo vivia uma própera e feliz vida, até que um dia a má sorte decidiu visitá-los na forma de um enorme vulcão. Poucos sobreviventes conseguiram escapar com barcos. Tudo o que podiam fazer era assistir à destruição da ilha. Um tempo depois eles chegam à costa de uma bela ilha desconhecida, talvez eles ainda tenham uma chance. 
O jogo começa em uma pequena costa, com algumas pessoas da tribo destruída. O jogador deve ajudar  as pessoas a sobreviver e aumentar a população na ilha e seguir no jogo resolvendo charadas e construindo estruturas.

## Jogabilidade
No jogo, existe um sistema de jogabilidade inovador: as ações das pessoas no jogo ocorrem em tempo real, o que quer dizer que se ela sair do jogo, suas ações continuarão involuntariamente, mesmo se o computador estiver desligado. Por isso, o jogador deve providenciar principalmente uma fonte de alimento infinita, como peixes.

### Milestones
Milestones são o objetivo a ser completado neste jogo, são coisas a fazer na ilha como construir alguma coisa ou descobrir outra. Algumas coisas incluem remover plantas, limpar locais, encontrar um jeito de fazer algo na ilha. Ao completar as Milestones, o jogo acaba, mas o jogador ainda pode continuar a criar seu aldeões até onde quiser.

### Tecnologia
Tecnologia pode ser a coisa mais importante do jogo depois de arrumar comida e solução de Milestone, mas para se conseguir uma fonte de comida e resolver certas Milestones, é necessário comprar um estágio de tecnologia, com Tech Points, que podem ser obtidos com cientistas trabalhando no laboratório da ilha. A tecnologia se divide em seis partes: Agricultura(Farming), Medicina(Medicine),Fertilidade(Fertility),Construção(Construction),Ciência(Science) e Espiritualidade(Spirituality). Agricultura ajuda os habitantes a conseguir comidas diferentes e melhores. Medicina ajuda a prevenir os habitantes de doenças e a treinar doutores. Fertilidade ajuda na fertilidade de seu aldeões, para terem filhos mais frequentemente. Construção ajuda seus aldeões em construção de estruturas complexas. Ciência ajuda seus cientistas a produzirem Tech Points mais rapido e a executarem atividades complexas. Espiritualidade ajuda em partes sociais da vila.

## Ligações Externas
- GameHouse
- Shockwave
- Yahoo